# Convolvulus massonii
Convolvulus massonii är en vindeväxtart som beskrevs av Albert Gottfried Dietrich. Convolvulus massonii ingår i släktet vindor, och familjen vindeväxter. Inga underarter finns listade i Catalogue of Life.